# Lo Mas d'en Blanc
Lo Mas d'en Blanc és una muntanya de 253 metres que es troba al municipi de Vespella de Gaià, a la comarca del Tarragonès.
Al cim podem trobar-hi un vèrtex geodèsic (referència 269134001).